# Льотничівська сільська рада
Льо́тничівська сільська́ ра́да — колишня адміністративно-територіальна одиниця та орган місцевого самоврядування в Володимир-Волинському районі Волинської області. Адміністративний центр — село Льотниче.
Згідно з рішенням Волинської обласної ради № 36/4 від 14 серпня 2015 року сільська рада увійшла до складу Зимнівської об'єднаної сільської територіальної громади з центром у селі Зимне Володимир-Волинського району Волинської області. Припинила існування 5 листопада 2015 року.

## Загальні відомості
Станом на 2001 рік:
- Територія ради: 7,021 км²
- Населення ради: 2571 особа
- Дворів (квартир): 805, з них 21 новий (після 1991 р.)

## Населені пункти
До серпня 2015 року сільській раді були підпорядковані населені пункти:
- с. Льотниче
- с. Володимирівка
- с. Когильне
- с. Острівок
- с. Поничів

## Населення
Згідно з переписом УРСР 1989 року чисельність наявного населення сільської ради становила 2485 осіб, з яких 1200 чоловіків та 1285 жінок.
За переписом населення України 2001 року в сільській раді мешкали 2572 особи.

### Мова
Розподіл населення за рідною мовою за даними перепису 2001 року:
| Мова       | Відсоток |
| ---------- | -------- |
| українська | 98,37 %  |
| російська  | 1,48 %   |
| білоруська | 0,08 %   |
| циганська  | 0,04 %   |

## Господарська діяльність
В Льотничівській сільській раді працює середня школа, 2 початкові школи, 4 клуби, 2 бібліотеки, 5 фельдшерсько-акушерських пунктів, відділення зв'язку, АТС на 191 номер, 8 торговельних закладів.
На території сільської ради доступні такі телеканали: УТ-1, 1+1, Інтер, СТБ, Обласне телебачення. Радіомовлення здійснюють радіостанції: Радіо «Промінь», Радіо «Світязь», Радіо «Луцьк» та проводове радіо.
Села сільської ради газифіковані. Дороги з твердим покриттям в незадовільному стані.

## Адреса сільської ради
44750, Волинська обл., Володимир-Волинський р-н, с. Льотниче

## Склад ради
Рада останнього скликання складалась з 20 депутатів та голови.
- Голова ради: Потапюк Микола Максимович
- Секретар ради: Подзідзей Таїсія Яківна

### Керівний склад попередніх скликань
| Прізвище, ім'я, по батькові | Основні відомості                                                                     | Дата обрання | Дата звільнення |
| --------------------------- | ------------------------------------------------------------------------------------- | ------------ | --------------- |
| Потапюк Микола Максимович   | Сільський голова, 1954 року народження, освіта вища, член Української Народної Партії | 26.03.2006   | 31.10.2010      |
| Потапюк Микола Максимович   | Сільський голова, 1954 року народження, освіта вища, безпартійний                     | 31.10.2010   | 25.10.2015      |

Примітка: таблиця складена за даними сайту Верховної Ради України

### Депутати
За результатами місцевих виборів 2010 року депутатами ради стали:

#### За суб'єктами висування
| Суб'єкт висування                                       | Кількість обраних депутатів | %  |
| ------------------------------------------------------- | --------------------------- | -- |
| Політична партія Всеукраїнське об'єднання «Батьківщина» | 7                           | 35 |
| Партія регіонів                                         | 5                           | 25 |
| Самовисування                                           | 5                           | 25 |
| Політична партія «Сильна Україна»                       | 3                           | 15 |

#### За округами
| № округу                                                | Прізвище, ім'я, по батькові    | Дата визнання обраним | Освіта  | Партійна приналежність                        | Відомості про обраного депутата                                   |
| ------------------------------------------------------- | ------------------------------ | --------------------- | ------- | --------------------------------------------- | ----------------------------------------------------------------- |
| Партія регіонів                                         |                                |                       |         |                                               |                                                                   |
| 9                                                       | Пархомей Ірина Дмитрівна       | 01.11.2010            | середня | член Партії регіонів                          | районний терцентр Володимир-Волинської РДА, повар                 |
| 10                                                      | Стельмащук Володимир Петрович  | 01.11.2010            | середня | член Партії регіонів                          | філія «Волинський Автодор», водій                                 |
| 13                                                      | Дмитрук Наталія Феодосіївна    | 01.11.2010            | середня | член Партії регіонів                          | районний терцентр Володимир-Волинської РДА, санітарка             |
| 19                                                      | Ковальчук Тетяна Никифорівна   | 01.11.2010            | середня | член Партії регіонів                          | бібліотека с. Володимирівка, бібліотекар                          |
| 20                                                      | Мороз Василь Іванович          | 01.11.2010            | середня | член Партії регіонів                          | опікун по догляду за дитиною інвалідом                            |
| Політична партія Всеукраїнське об'єднання «Батьківщина» |                                |                       |         |                                               |                                                                   |
| 4                                                       | Сапелка Людмила Петрівна       | 01.11.2010            | середня | член Всеукраїнського об'єднання «Батьківщина» | залізнична станція Володимимр-Волинський, стрілочник              |
| 7                                                       | Козак Лідія Миронівна          | 01.11.2010            | вища    | член Всеукраїнського об'єднання «Батьківщина» | пенсіонер                                                         |
| 11                                                      | Сидорук Павло Миколайович      | 01.11.2010            | середня | член Всеукраїнського об'єднання «Батьківщина» | пенсіонер                                                         |
| 12                                                      | Баранська Галина Іванівна      | 01.11.2010            | середня | член Всеукраїнського об'єднання «Батьківщина» | районний терцентр Володимир-Волинської РДА, санітарка             |
| 14                                                      | Козачук Галина Іванівна        | 01.11.2010            | середня | член Всеукраїнського об'єднання «Батьківщина» | тимчасово не працює                                               |
| 15                                                      | Козел Василь Васильович        | 01.11.2010            | середня | член Всеукраїнського об'єднання «Батьківщина» | тимчасово не працює                                               |
| 16                                                      | Сорочук Ярослав Миколайович    | 01.11.2010            | середня | член Всеукраїнського об'єднання «Батьківщина» | тимчасово не працює                                               |
| Політична партія «Сильна Україна»                       |                                |                       |         |                                               |                                                                   |
| 2                                                       | Літвінчук Надія Іванівна       | 01.11.2010            | середня | член Політичної партії «Сильна Україна»       | Льотничівська сільська рада, начальник військово-облікового столу |
| 3                                                       | Подзізей Таїса Яківна          | 01.11.2010            | середня | позапартійна                                  | Льотничівська сільська рада, секретар                             |
| 18                                                      | Ващук Лілія Олександрівна      | 01.11.2010            | середня | член Політичної партії «Сильна Україна»       | районний терцентр Володимир-Волинської РДА, соціальний працівник  |
| Самовисування                                           |                                |                       |         |                                               |                                                                   |
| 1                                                       | Сахменко Людмила Володимирівна | 01.11.2010            | середня | позапартійна                                  | Льотничівська сільська рада, діловод                              |
| 5                                                       | Кравцов Юрій Анатолійович      | 01.11.2010            | середня | позапартійний                                 | підприємець                                                       |
| 6                                                       | Гись Віктор Васильович         | 01.11.2010            | середня | позапартійний                                 | Льотничівська загальноосвітня школа, завгосп                      |
| 8                                                       | Салабай Світлана Миколаївна    | 01.11.2010            | середня | позапартійна                                  | районний терцентр Володимир-Волинської РДА, санітарка             |
| 17                                                      | Приступа Віктор Адамович       | 01.11.2010            | середня | позапартійний                                 | тимчасово не працює                                               |